# Vigone
Vigone là một đô thị ở tỉnh Torino trong vùng Piedmont, có vị trí cách khoảng 30 km về phía tây nam của Torino, nước Ý. Tại thời điểm ngày 31 tháng 12 năm 2004, đô thị này có dân số 5.157 người và diện tích là 41,1 km².
Đô thị Vigone có các frazioni (các đơn vị trực thuộc, chủ yếu là các làng) Quintanello, Zucchea, và Trepellice.
Vigone giáp các đô thị: Buriasco, Virle Piemonte, Cercenasco, Macello, Pancalieri, Cavour, và Villafranca Piemonte.